# Aristea africana
Aristea africana là một loài thực vật có hoa trong họ Diên vĩ. Loài này được (L.) Hoffmanns. miêu tả khoa học đầu tiên năm 1824.